# مارک رید (فیزیکدان)
 مارک رید (انگلیسی: Mark Reed؛ زاده ۴ ژانویهٔ ۱۹۵۵) یک فیزیک‌دان اهل ایالات متحده آمریکا است.